# Opanassenkovius verrucosus
Opanassenkovius verrucosus is een keversoort uit de familie bladrolkevers (Attelabidae). De wetenschappelijke naam van de soort werd in 1881 gepubliceerd door Francis Polkinghorne Pascoe.